# Amt Pritzwalk-Land
Das Amt Pritzwalk-Land war ein 1992 gebildetes Amt in Brandenburg, in dem zunächst 17 Gemeinden im damaligen Kreis Pritzwalk (heute Landkreis Prignitz, Brandenburg) zu einem Verwaltungsverbund zusammengefasst waren. Es wurde 2002 wieder aufgelöst.

## Geographische Lage
Das Amt Pritzwalk-Land grenzte im Norden an das Amt Meyenburg und das Amt Wittstock-Land, im Osten an das Amt Heiligengrabe/Blumenthal, im Süden und Westen an das Amt Groß Pankow/Prignitz und im Nordwesten an das Amt Putlitz-Berge.

## Geschichte
Der Minister des Innern des Landes Brandenburg erteilte der Bildung des Amtes Heiligengrabe/Blumenthal am 27. Juli 1992 mit Wirkung zum 1. August 1992 seine Zustimmung. Das Amt hatte seinen Sitz in Pritzwalk und bestand aus den Gemeinden:
1. Alt Krüssow
2. Beveringen
3. Boddin-Langnow
4. Buchholz
5. Falkenhagen
6. Gerdshagen
7. Giesensdorf
8. Grabow-Buckow
9. Halenbeck
10. Kemnitz
11. Klein Woltersdorf
12. Mesendorf
13. Preddöhl
14. Rohlsdorf
15. Sadenbeck
16. Steffenshagen
17. Wilmersdorf

Zum 31. Dezember 2001 erfolgten die Eingemeindungen von Grabow-Buckow und Preddöhl in die Gemeinde Kümmernitztal, von Giesensdorf nach Pritzwalk sowie der Zusammenschluss von Halenbeck und Rohlsdorf zur neuen Gemeinde Halenbeck-Rohlsdorf. Die Gemeinden Gerdshagen, Halenbeck-Rohlsdorf und Kümmernitztal wurden zum 1. Juli 2002 dem Amt Meyenburg zugeordnet. Die Gemeinden Alt Krüssow, Beveringen, Buchholz, Falkenhagen, Kemnitz, Klein Woltersdorf, Mesendorf, Sadenbeck, Steffenshagen und Wilmersdorf wurden zum 31. Dezember 2002 nach Pritzwalk eingemeindet und das Amt damit aufgelöst. Die Gemeinde Boddin-Langnow wurde zum 31. Dezember 2002 in die Gemeinde Groß Pankow eingegliedert.

## Amtsdirektor
Erster und einziger Amtsdirektor des Amtes Pritzwalk-Land war Rainer Greve. Er war nach der Wende zunächst Bürgermeister der Gemeinde Falkenhagen, bevor er 1992 zum Amtsdirektor gewählt wurde.

## Belege
1. ↑  Bildung der Ämter Boitzenburg/Uckermark, Bad Wilsnack/Weisen, Gerswalde und Pritzwalk-Land. Bekanntmachung des Ministers des Innern vom 27. Juli 1992. Amtsblatt für Brandenburg - Gemeinsames Ministerialblatt für das Land Brandenburg, 3. Jahrgang, Nummer 58, 12. August 1992, S.  1018/9.
2. ↑  Bildung der neuen Gemeinde Kümmernitztal aus den Gemeinden Grabow-Buckow und Preddöhl. Mitteilung des Ministeriums des Innern vom 14. Dezember 2001. Amtsblatt für Brandenburg - Gemeinsames Ministerialblatt für das Land Brandenburg, 12. Jahrgang, Nummer 52, 27. Dezember 2001, S. 899 PDF.
3. ↑  Eingliederung der Gemeinde Giesensdorf in die Stadt Pritzwalk. Mitteilung des Ministeriums des Innern vom 14. Dezember 2001. Amtsblatt für Brandenburg - Gemeinsames Ministerialblatt für das Land Brandenburg, 12. Jahrgang, Nummer 52, 27. Dezember 2001, S. 903 PDF.
4. ↑  Bildung der neuen Gemeinde Halenbeck-Rohlsdorf aus den Gemeinden Halenbeck und Rohlsdorf. Mitteilung des Ministeriums des Innern vom 14. Dezember 2001. Amtsblatt für Brandenburg - Gemeinsames Ministerialblatt für das Land Brandenburg, 12. Jahrgang, Nummer 52, 27. Dezember 2001, S. 899 PDF.
5. ↑  Änderung des Amtes Meyenburg. Bekanntmachung des Ministeriums des Innern vom 14. Juni 2002 Amtsblatt für Brandenburg - Gemeinsames Ministerialblatt für das Land Brandenburg, 13. Jahrgang, Nummer 26, 26. Juni 2002, S.  618 PDF.
6. ↑  Eingliederungen in die amtsfreie Stadt Pritzwalk. Bekanntmachung des Ministeriums des Innern vom 14. Juni 2002. Amtsblatt für Brandenburg - Gemeinsames Ministerialblatt für das Land Brandenburg, 13. Jahrgang, Nummer 27, 3. Juli 2002, S.  624/5 PDF.
7. ↑  Bildung einer neuen amtsfreien Gemeinde Groß Pankow (Prignitz). Mitteilung des Ministeriums des Innern vom 29. Mai 2002. Amtsblatt für Brandenburg - Gemeinsames Ministerialblatt für das Land Brandenburg, 13. Jahrgang, Nummer 25, 19. Juni 2002, S.  607 PDF.
8. ↑  Rainer Greve folgt auf Wolfgang Schulz; 8. Dezember 2011.